# Muscle rond pronateur
Le muscle rond pronateur est un muscle de la partie superficielle de la loge antébrachiale antérieure et un des muscles épitrochléens médiaux.

## Structure
Le muscle rond pronateur est un muscle plat de l'avant-bras. 
Il nait de deux chefs : le chef huméral et le chef ulnaire.

## Origine

### Chef huméral du muscle rond pronateur
Le chef huméral du muscle rond pronateur se fixe sur la face antérieure de l'épicondyle médial de l'humérus au-dessus de l'insertion du tendon commun des fléchisseurs et sur la cloison qui le sépare du muscle fléchisseur radial du carpe. 

### Chef ulnaire du muscle rond pronateur
Le chef ulnaire du muscle rond pronateur se fixe sur le processus coronoïde de l'ulna médialement à la terminaison du muscle brachial.

## Trajet
Les deux chefs se réunissent en un seul corps et se dirige obliquement en bas et en dehors.

## Terminaison
Le muscle rond pronateur se termine sur le tiers moyen de la face latérale du radius, au sommet de la courbure pronatrice pour un maximum d'efficacité.

## Innervation
Le muscle rond pronateur est par le nerf du muscle rond pronateur branche du nerf médian. Le nerf médian passe dans une boutonnière ménagée entre les deux chefs.

## Fonction
Le muscle rond pronateur est l'un des deux muscles pronateur de l'avant-bras sur le bras. Il permet la rotation de l'avant-bras, coude fléchi, en ramenant le pouce vers le corps. C'est un faible fléchisseur de l’avant-bras sur le bras.

## Galerie

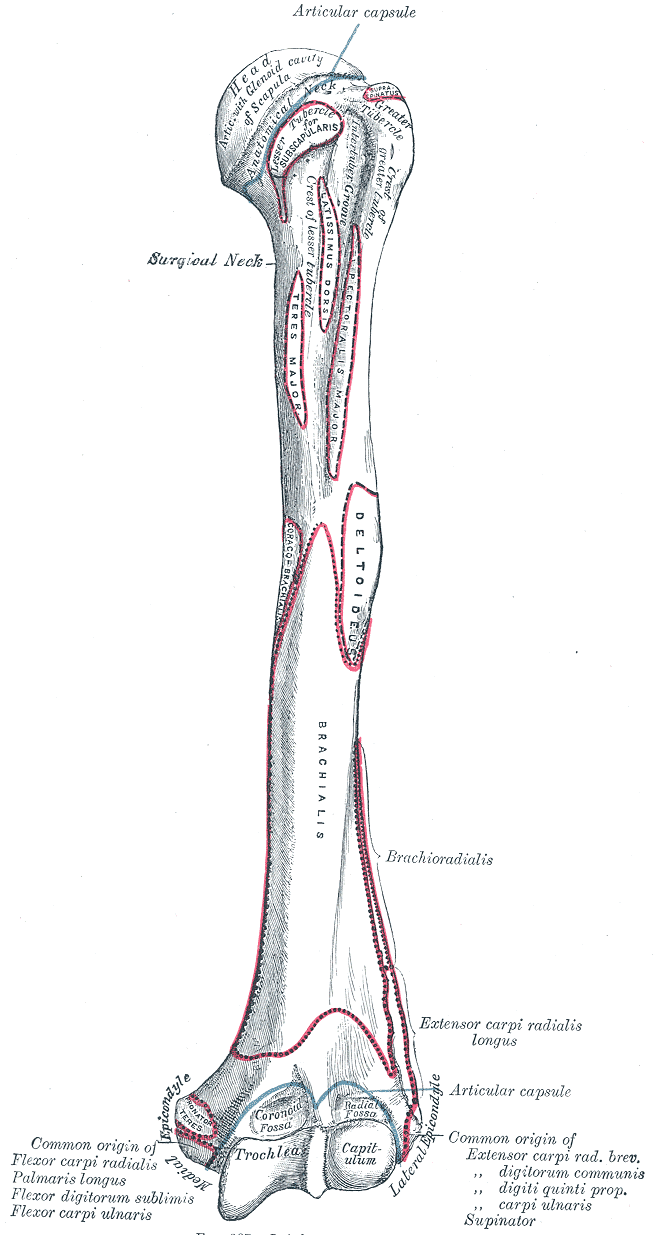
Insertion humérale du chef huméral du muscle rond pronateur (pronator teres)
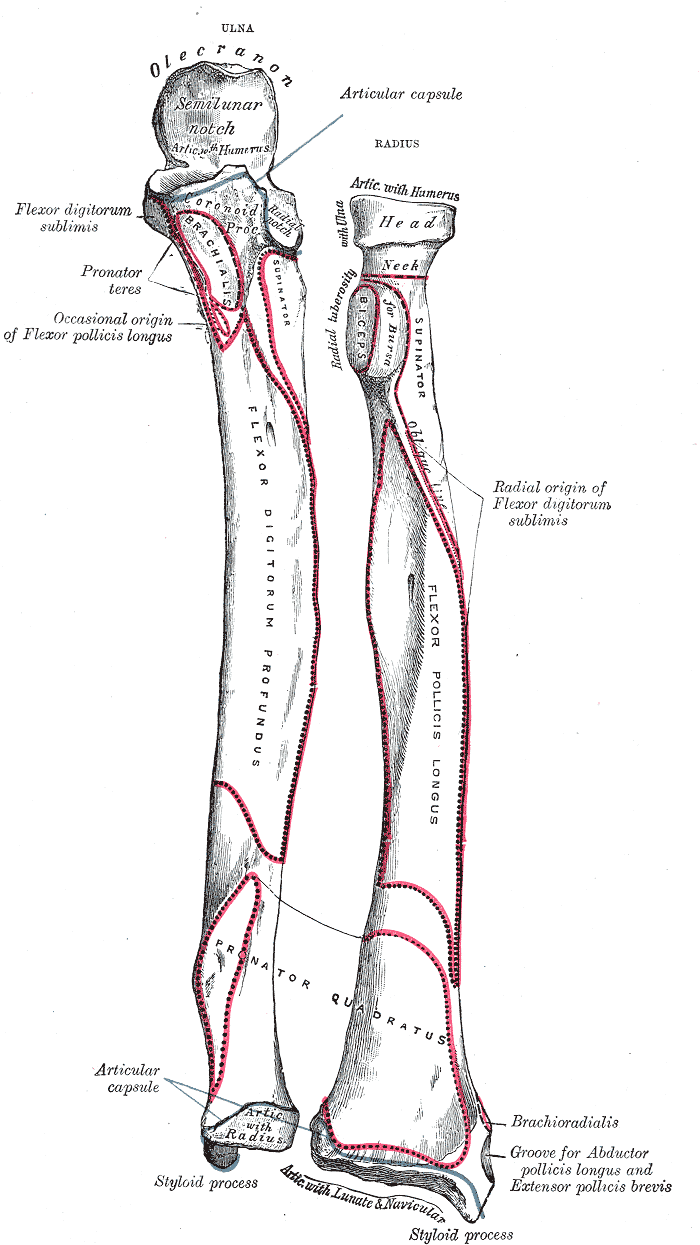
Insertion ulnaire du muscle rond pronateur (pronator teres)